# Oratoire de Thoron
L'oratoire de Thoron est un oratoire situé à Talloires, en France.

## Localisation
L'oratoire est situé dans le département français de la Haute-Savoie, sur la commune de Talloires.

## Historique
L'édifice est inscrit au titre des monuments historiques en 1944.